# Новіков Володимир Якович
Володимир Якович Новіков (25 квітня 1944, село Федіївка, тепер Бобринецького району Кіровоградської області) — український діяч, директор Слов'янського арматурно-ізоляторного заводу імені Артема Донецької області, голова правління та генеральний директор ВАТ «АІЗ-Енергія» Донецької області. Народний депутат України 1-го скликання.

## Біографія
Народився у родині робітника МТС.
У 1960—1963 роках — робітник на нафтопромислах Казахської РСР за комсомольською путівкою.
У 1963—1967 роках — служба на Військово-Морському флоті СРСР.
У 1967 році — машиніст турбін Кубанського каскаду гідроелектростанцій міста Черкеська РРФСР. У 1967—1968 роках — механік Черкеського заводу залізобетонних конструкцій. З 1968 року — виконроб, старший виконроб, начальник дільниці на будівництві Ставропольської ДРЕС у РРФСР.
Член КПРС з 1969 року по 1991 рік.
Закінчив Донецький державний університет, економіст.
У 1975—1985 роках — начальник управління «Південенергомеханізація» у місті Донецьку.
У 1985—1986 роках — заступник керуючого Всесоюзного будівельного тресту «Енергомеханізація» у Москві.
З 1986 року — головний інженер, директор Слов'янського арматурно-ізоляторного заводу імені Артема Донецької області.
18.03.1990 року обраний народним депутатом України, 2-й тур, 62,80 % голосів, 8 претендентів. Входив до фракції «Нова Україна», групи «Промисловці». Член Комісії ВР України з питань планування, бюджету, фінансів і цін.
У 1995—2001 роках — голова правління та генеральний директор Відкритого акціонерного товариства (ВАТ) «АІЗ-Енергія» міста Слов'янська Донецької області

## Нагороди та звання
- лауреат Державної премії України в галузі науки і техніки (.11.1998)